# Caserma Aldo Turinetto
La caserma "Aldo Turinetto" è stata una caserma (chiusa il 31 dicembre 2004 e smilitarizzata ed in seguito demolita nel 2022) di Albenga, in provincia di Savona, Liguria, situata tra la strada statale 582 (al numero 11) e Viale Martiri della Foce (lungo la sponda sinistra del fiume Centa).
Fu eretta nel 1955-1957 e dedicata all'albenganese sottotenente degli alpini Aldo Turinetto, che cadde eroicamente il 5 maggio 1942 a Niksic (Montenegro) durante l'occupazione italiana del Montenegro e del Sangiaccato della seconda Guerra Mondiale e fu decorato di medaglia d'oro al valor militare.
La struttura ospitò inizialmente il 5º C.A.R. (Centro addestramento reclute) dell'Arma Aeronautica. Poi, dal 1º luglio 1958 fino alla metà degli anni settanta, fu reparto del C.A.R. dell'89º Reggimento fanteria "Salerno" che era anche nella caserma Bligny di Savona, quest'ultimo trasferito successivamente interamente a Salerno.

Dal 1976 al 1999 vi subentrò il 72º "Puglie", reggimento di fanteria dell'Esercito Italiano, la cui unità svolse sempre funzioni di C.A.R. del servizio militare di leva obbligatoria. L'ultimo gruppo di militari di leva del 72° Puglie congedatosi, fu il 12º scaglione 1998, il giorno 12 ottobre 1999. Fino all'estate del 1999, con l'ultimo avvicendamento di comandante di reggimento, il 72° Puglie cedette le insegne al riformato 157º Reggimento fanteria "Leoni di Liguria", che, dopo una breve parabola, fu anch'esso sciolto, a seguito dell'entrata in vigore del Decreto Legislativo 23 agosto 2004 nº 226, che chiuse l'obbligatorietà del servizio militare italiano alla fine del 2004. La caserma fu quindi chiusa e smilitarizzata. Abbandonata e vandalizzata nel tempo, la sua area è stata dal 2008 individuata come luogo di edificazione di un nuovo edificio scolastico superiore per la città di Albenga.

## Descrizione

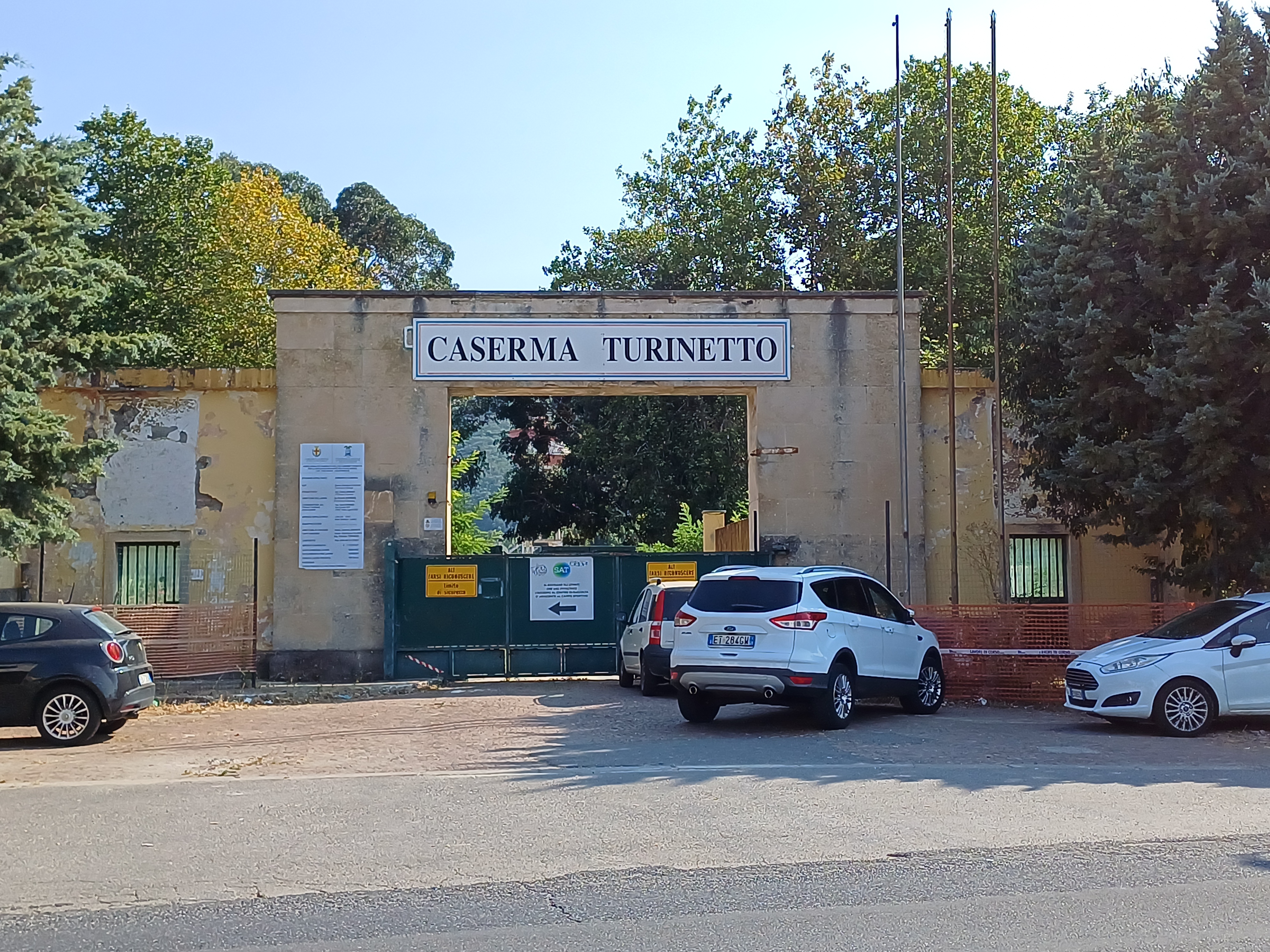
L'ingresso lato Via al Piemonte

La struttura è costituita da una fortezza rettangolare, dall'altezza di circa 3 metri e a nord della fortezza possiamo trovare il cancello d'ingresso della caserma al numero 11 della strada statale 582, unito da due edifici, accanto alle quali a est della fortezza si trovano altri due edifici appartenenti al comandante della caserma. All'interno, oltre la piazza dell'adunata, anche 6 baracche: 3 baracche a est e altre 3 baracche a ovest. Infine, a sud, possiamo trovare la cucina e la mensa truppe del reggimento, sopra la quale è posta una cisterna dell'acqua. La polveriera si trovava interrata sotto il campo da calcio.

La Turinetto fu legata anche ad un'altra caserma di Albenga, la Caserma Piave, sita lungo la via omonima, in località Vadino, altresì utilizzata come poligono di tiro e sede dei bersaglieri, fondata nel 1930 e dismessa nel 2010.

## Riqualificazione
Dopo la sua chiusura l'area è stata soggetto di studio e di interesse per poter essere riqualificata da parte delle varie amministrazioni provinciali e comunali. In special modo è stata pensata come zona dove dovrebbe nascere un nuovo e importante polo scolastico per le scuole superiori presenti sul territorio. Una prima gara di idee è stata realizzata nel 2008; tuttavia le difficoltà burocratiche e la grande crisi del 2009 hanno bloccato i fondi. Nel 2017 è stato bandito un ulteriore concorso di idee che è terminato con la vittoria del progetto dell'architetto albanese Ermal Brahimaj. Al termine del 2019 avrebbero dovuto iniziare i lavori di demolizione delle strutture esistenti poi rinviati. Il 22 ottobre 2020, con delibera di giunta è stato approvato il progetto definitivo/esecutivo della demolizione dei fabbricati dell'ex caserma per un importo di 949 120,60 euro.
Nel dicembre 2021 è stato formalizzato l'incarico per la demolizione.
Nel frattempo è stata usata da varie realtà per i più diversi scopi, tra questi guerra simulata, sede dei mezzi della nettezza urbana e altro.
A gennaio 2022 iniziarono i lavori di demolizione del fabbricato, terminati a settembre 2022 prima delle fasi che porteranno alla realizzazione di un nuovo Polo scolastico.

## Curiosità
Nel 1988-1989 vi svolse il servizio militare il noto cantautore e rapper Lorenzo Cherubini, in arte Jovanotti. Anche il figlio di Adriano Celentano, nel 1987 ha svolto il C.A.R. presso il 72º "Puglie".
Ha prestato servizio presso questo reggimento anche lo scrittore Carlo Lucarelli tra il 1987 e il 1988.